# Monti Rodopi

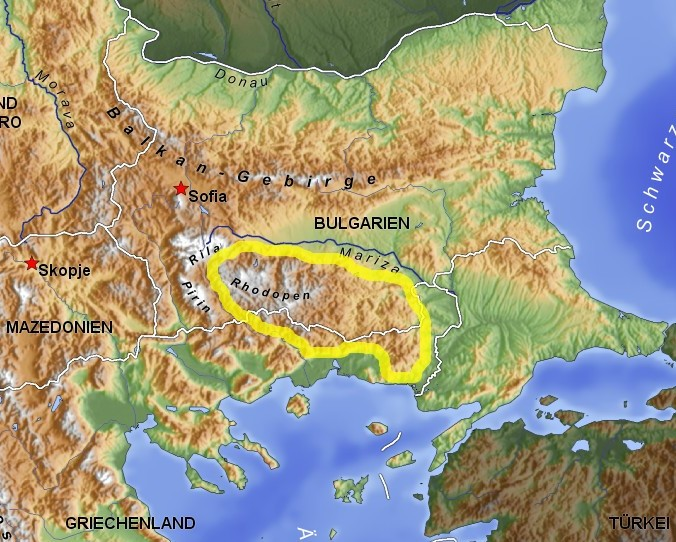
Monti Rodopi

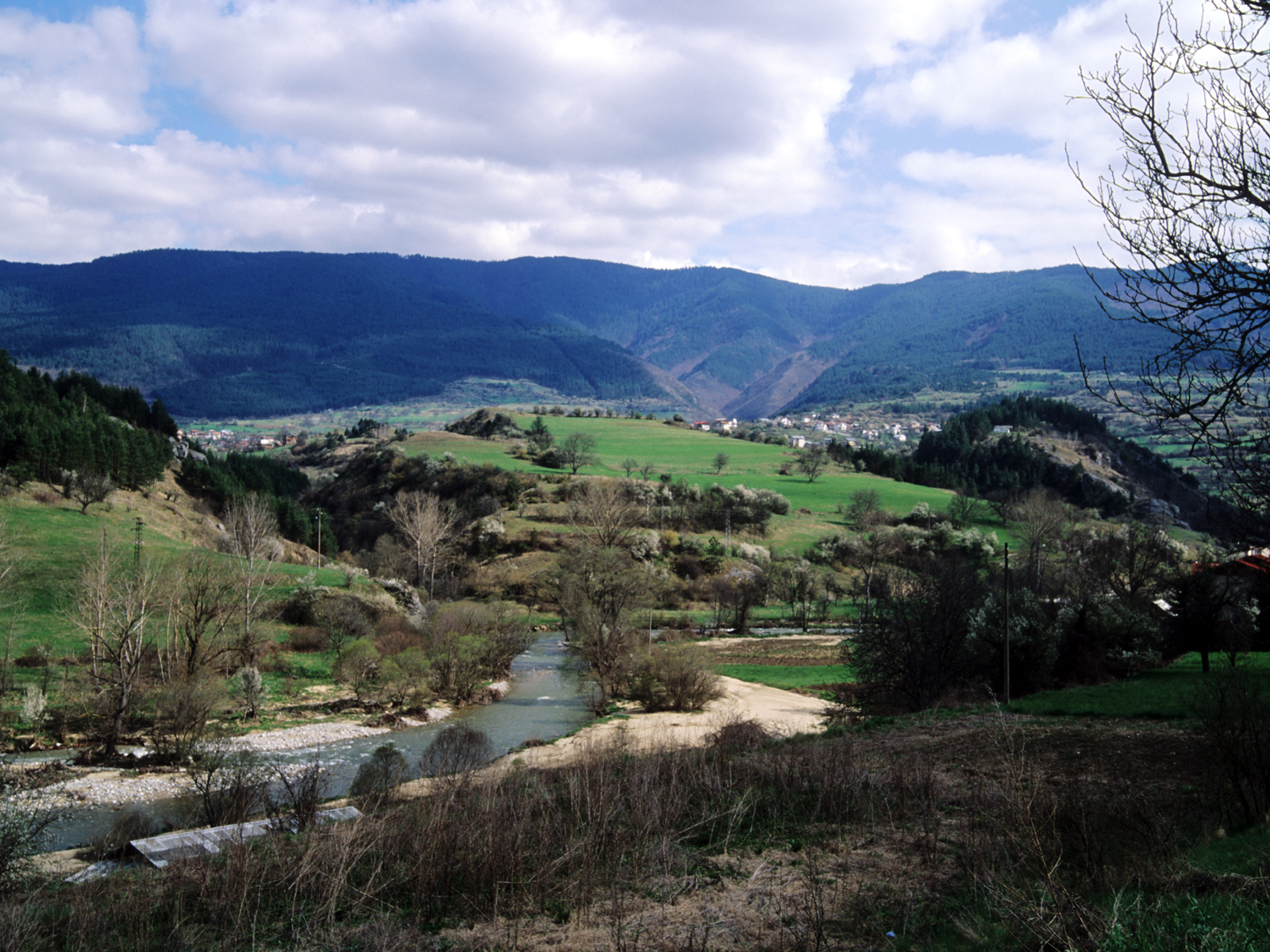
Paesaggio dei monti Rodopi nei pressi del villaggio di Hvojna

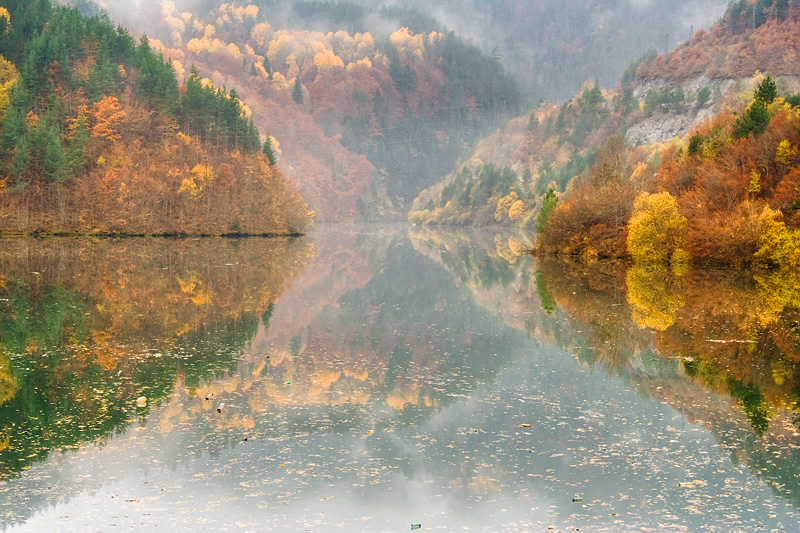
Autunno nei Monti Rodopi

I Monti Ròdopi (in bulgaro Родопи?, Rodopi, di solito accompagnati da un articolo definito posposto: Родопите - Rodopite -, a volte chiamati Родопа - Rodopa - o Родопа планина - Rodopa planina -; Ροδόπη, "aspetto rosso") sono una catena montuosa nell'Europa meridionale, compresa per più dell'83% nell'area della Bulgaria meridionale e per il resto in Grecia (vedi Parco nazionale dei Monti Rodopi).
La cima più alta della catena, il Goljam Perelik (Голям Перелик - 2.191 m s.l.m.), è la settima vetta più alta della Bulgaria. La regione è particolarmente importante e nota per le aree carsiche presenti, con le loro profonde gole solcate da torrenti, ampie caverne e particolari forme di scultura naturale, come quelle della gola di Trigrad. I Monti Rodopi sono altresì noti per la scoperta di una nuova pianta, (in Bulgaria), da parte del botanico Carl Constantin Christian Haberle.

## Geografia e clima
I Rodopi coprono un'area di più di 14.737 km², dei quali 12.233 km² sono in Bulgaria. Le montagne della catena si estendono per una lunghezza di circa 220 km in direzione ovest-est, mentre occupano un'area di larga circa 100–120 km in direzione nord-sud, con un'altitudine media di 785 m s.l.m. Le autorità hanno istituito ben 15 riserve naturali nella regione dei Monti Rodopi, alcune delle quali sotto la protezione dell'UNESCO. Sono presenti numerosi sorgenti d'acqua minerale, le più famose delle quali sono Velingrad, Devin e Narečen.

### Suddivisioni

#### Rodopi occidentali
I Rodopi occidentali rappresentano l'area montana più estesa (66% del gruppo montuoso) e presentano le montagne più alte, dotate di maggiore infrastrutture e maggiormente visitate della catena. Le vette più alte e maggiormente conosciute sono comprese in questa regione, che vanta più di dieci cime superiori ai 2.000 m s.l.m. La più alta è il Goljam Perelik (2.191 m). Tra le altre vette più famose, si possono ricordare: il Širokolăški Snežnik (Широлъшки Снежник - 2.188 m), il Goljam Persenik (Голям Персеник - 2.091 m), il Bataški Snežnik (Баташки Снежник - 2.082 m) ed il Turla (Турла - 1.800 m).
Alcune delle gole più profonde dei Rodopi si trovano nell'area occidentale. In particolare in quest'area va segnalato il fenomeno roccioso chiamato Čudnite Mostove (Чудните мостове - gli splendidi ponti). Alcune fra le maggiori aree lacustri sono i laghi Chaira e gli specchi d'acqua formati dalle dighe Dospat, Batak, Široka Poljana, Goljam Beglik e Toškov Čark.
La città bulgara di Batak è inoltre situata in questa zona, come del resto i frequentati luoghi di villeggiatura di Smoljan, Velingrad, Devin, Čepelare, la stazione turistica invernale di Pamporovo, il monastero cristiano ortodosso di Bačkovo, le rovine delle fortezze della dinastia Asen, le grotte di Djavolsko Gărlo, di Jagodinska e molte altre. Il villaggio più alto dell'intera Bulgaria, Manastir (sorto ad un'altezza di più di 1.500 m), è raggruppato ai piedi della vetta Prespa. Una serie di aree protette per la conservazione di architetture naturali, come Široka Lăka, Kovačevica, Momčilovci e Kosovo sono inoltre situate nella zona.

#### Rodopi orientali
I rilievi dei Rodopi orientali, molto più bassi, sono sparsi in un territorio che comprende il 34% della catena montuosa. Le grandi dighe artificiali Kărdžali e Studen Kladenec si trovano in questa zona delle montagne. La regione è ricca in sorgenti termali minerali. Le acque attorno a Džebel godono di fama nazionale come acque curative per diverse malattie e indisposizioni. Belite Brezi è un importante centro curativo per le malattie respiratorie e altre affezioni.
Le maggiori città dell'area sono Haskovo e Kărdžali, seguite dalle più piccole Momčilgrad, Krumovgrad, Zlatograd e Kirkovo. I Rodopi orientali, essendo significativamente più bassi, sono più popolati di quelli occidentali.

#### Rodopi meridionali
I Rodopi meridionali sono la parte della catena montuosa situata in Grecia. L'unità periferica di Rodopi, nella parte settentrionale del Paese, prende il nome della catena montuosa.

### Clima

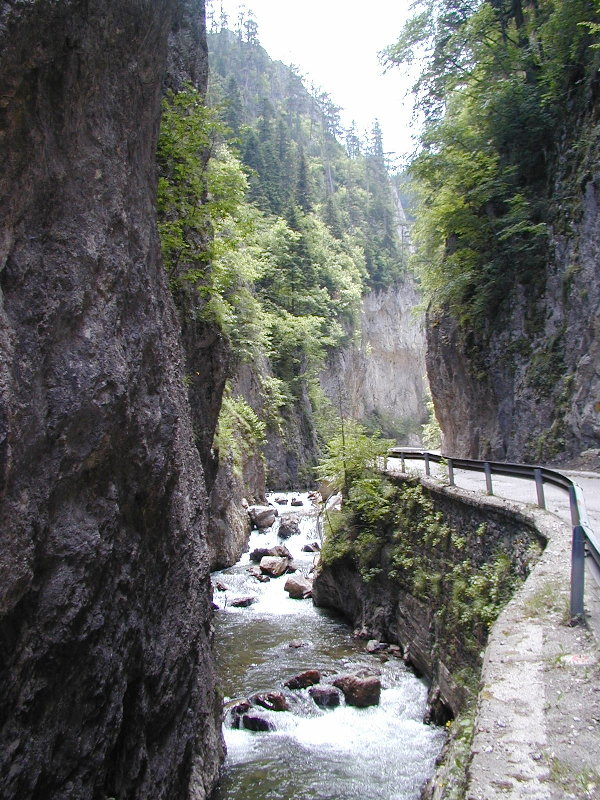
Gola di Trigrad

La posizione dei Rodopi, localizzati nella parte sudorientale della Penisola balcanica, fa in modo che i monti subiscano l'influenza sia dell'aria fredda proveniente da nord sia della brezza più calda proveniente dal vicino Mar Mediterraneo.
La temperatura media annuale sui Rodopi orientali è di circa 12–13 °C, la massima quantità di precipitazioni è in dicembre, la minima in agosto. Nei Rodopi occidentali le temperature variano tra i 5° e i 9 °C e le precipitazioni più rilevanti sono nel periodo estivo.
Il clima piacevole e relativamente temperato, unito ad altri fattori, facilita lo sviluppo di stazioni e attività turistiche. La località invernale di Pamporovo, dove un particolare microclima permette la caduta di massicce nevicate invernali che si prolungano per un lungo periodo, ne è un eccellente esempio.
Temperature di −15 °C sono comunque comuni nel periodo invernale, e per questo i Rodopi sono il luogo più meridionale nei Balcani dove sono diffuse specie come l'abete rosso (Picea abies) e la betulla d'argento (Betula pendula).

## Popolazione
I Monti Rodopi sono abitati da popolazione sparsa e non particolarmente numerosa. Essi rappresentano un'area di diversità etnica e religiosa da secoli. Oltre ai Bulgari e ai Greci, cristiani ortodossi, i monti divennero il luogo dell'insediamento di alcune comunità musulmane, inclusi i Bulgari musulmani, chiamati localmente Pomacchi (помаци, pomaci), presenti in particolare nei Rodopi occidentali, mentre i Turchi di Bulgaria si sono stabiliti in maggioranza nelle aree orientali. Le montagne sono inoltre una delle regioni frequentate dai Sarakatsani, una popolazione nomade di religione cristiano-ortodossa e di origine incerta, che tradizionalmente erra tra la Tracia settentrionale e il Mar Egeo.

## Mitologia
I Rodopi sono considerati molto spesso il luogo mitologico di nascita del leggendario cantante e suonatore di lira Orfeo e della moglie Euridice. In aggiunta, sono presenti siti archeologici relativi al culto di Dioniso, che si estendono in gran parte della regione; importante in particolare il sito dell'antica città tracia di Perperikon.
Secondo la mitologia greca, la coppia formata dalla regina Rodope di Tracia e del re Emo si dimostrò particolarmente vanitosa e sdegnosa e per questo venne punita da Zeus ed Era che decisero di trasformarla nella catena dei Rodopi.